# Koppojutsu
Koppōjutsu (骨法術, aanvallen tegen botten) is een vechtstijl met als doel het breken van de botten van de tegenstander. Deze vechtstijl komt uit Japan en is volgens de Japanse mythologie ontwikkeld door Kappa.
Koppojutsu wordt beschouwd als een harde vechtstijl in tegenstelling tot Koshijutsu (骨指術, aanvallen tegen spieren) en mag in de meeste landen dan ook niet beoefend worden.
Nina Williams, een fictief persoon uit de Tekken-serie, is getraind in Koppojutsu.